# Saemaeul-ho

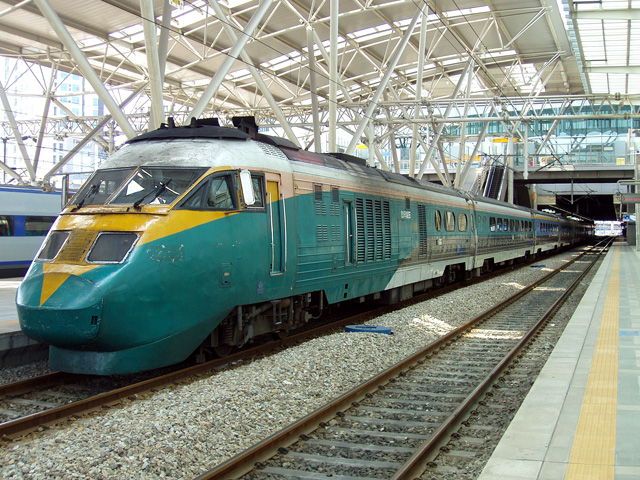
Korail express Saemaeul en 2007

Le Saemaeul-ho (en hangeul = 새마을호) ou Saemaeul est un type de train utilisé par Korail, le principal exploitant ferroviaire en Corée du Sud. 

## Caractéristiques
Les Saemaeul ont des sièges plus larges et plus confortables que les trains Mugunghwa-ho et n'admettent pas en principe de passagers debout. Avant la mise en service des trains à grande vitesse KTX, les Saemaeul étaient les trains les plus rapides de Corée du Sud, reliant Séoul à Pusan en moins de 5 heures. Les Saemaeul circulent uniquement sur quelques lignes principales comme la ligne ferroviaire Gyeongbu.
Les Saemaeul se différencient des Mugunghwa par leur couleur ; une voiture du Saemaeul est peinte en vert, bleu et jaune. La longueur des Saemaeul varie de 5 à 12 voitures. 
Le Saemaeul-ho tire son nom du mouvement Saemaul, une initiative politique pour la revitalisation des campagnes lancée par le président Park Chung-hee dans les années 1970.